# Miniszterelnökséget vezető miniszter
Magyarországon a Miniszterelnökséget vezető miniszter 2014-ben, a harmadik Orbán-kormány alatt létrehozott miniszteri tisztség, melyet először Lázár János, majd 2018 óta Gulyás Gergely tölt be.

## Feladatai
A mindenkori Miniszterelnökséget vezető miniszter felel:
- a kormánybiztosok tevékenységének összehangolásáért,
- a kormányzati társadalmi kapcsolatok összehangolásáért,
- a kormányzati stratégiák kidolgozásának támogatásáért,
- a közigazgatási minőségpolitikáért és személyzetpolitikáért,
- a közigazgatás-fejlesztésért,
- a közigazgatás-szervezésért,
- a helyi önkormányzatok törvényességi felügyeletéért,
- a társadalompolitika összehangolásáért,
- a társadalmi és civil kapcsolatok fejlesztéséért,
- az ingatlan-nyilvántartásért,
- a térképészetért,
- az egyes kereskedelmi építmények vonatkozásában a fenntarthatósági szempontok érvényesítéséért,
- a rozsdaövezeti akcióterületekkel kapcsolatos ügyekért,
- az anyakönyvi ügyekért,
- az állampolgársági ügyekért,
- a Magyar Falu Program, valamint a Modern Városok Program működtetéséért, az aktív Magyarországért.
- vezeti a Stratégiai és Családügyi Kabinet üléseit, valamint felel a horgászat népszerűsítéséért és a magyar bor egységes kommunikációjáért is.

## Miniszterek listája
| Portré | Név            | Hivatal kezdete | Hivatal vége    | Párt   | Kormány            |
| ------ | -------------- | --------------- | --------------- | ------ | ------------------ |
|        | Lázár János    | 2014. június 6. | 2018. május 17. | Fidesz | Orbán III.         |
|        | Gulyás Gergely | 2018. május 18. | Hivatalban      | Fidesz | Orbán IV. Orbán V. |

## Államtitkárok

### Harmadik Orbán-kormány
- Csepreghy Nándor: parlamenti államtitkár, miniszterhelyettes
- Kis Miklós Zsolt: agrár-vidékfejlesztésért felelős államtitkár
- Dr. Kovács Zoltán: területi közigazgatásért felelős államtitkár
- Dr. Sonkodi Balázs: stratégiai ügyekért felelős államtitkár
- Takács Szabolcs Ferenc: európai uniós ügyekért felelős államtitkár
- Dr. Tasó László: a tízezer főnél kevesebb lakosú települések fejlesztéséért felelős államtitkár
- Dr. Vidoven Árpád: közigazgatási államtitkár
- Vitályos Eszter: európai uniós fejlesztésekért felelős államtitkár

### Negyedik Orbán-kormány
- Orbán Balázs: miniszterhelyettes, parlamenti és stratégiai államtitkár
- Janó Márk: közigazgatási államtitkár
- Azbej Tristan: az üldözött keresztények megsegítéséért és a Hungary Helps Program megvalósításáért felelős államtitkár (2018. szeptemberétől)
- Aszódi Attila: a Paksi Atomerőmű kapacitásának fenntartásáért felelős államtitkár (a paksi atomerőmű két új blokkjának tervezéséért, megépítéséért és üzembe helyezéséért felelős tárca nélküli miniszter államtitkára) (2019. januárjáig)
- Kovács Pál: a Paksi Atomerőmű kapacitásának fenntartásáért felelős államtitkár (a paksi atomerőmű két új blokkjának tervezéséért, megépítéséért és üzembe helyezéséért felelős tárca nélküli miniszter államtitkára) (2019. februárjától)
- Becskeházi Attila: a Paksi Atomerőmű kapacitásának fenntartásához kapcsolódó infrastruktúra-fejlesztésért, innovációért és lokalizációért felelős államtitkár (a paksi atomerőmű két új blokkjának tervezéséért, megépítéséért és üzembe helyezéséért felelős tárca nélküli miniszter államtitkára)
- Fürjes Balázs: Budapestért és a fővárosi agglomerációért felelős államtitkár
- Potápi Árpád János: nemzetpolitikáért felelős államtitkár (a nemzetpolitikáért, egyházügyekért és nemzetiségekért felelős tárca nélküli miniszter államtitkára)
- Soltész Miklós: egyházi és nemzetiségi kapcsolatokért felelős államtitkár (a nemzetpolitikáért, egyházügyekért és nemzetiségekért felelős tárca nélküli miniszter államtitkára)
  - Takács Szabolcs Ferenc: Európai uniós politikák kialakításáért és koordinációjáért felelős államtitkár (2019. júliusáig)
- Tuzson Bence: közszolgálatért felelős államtitkár (2020. januárjáig)
- György István: területi közigazgatásért felelős államtitkár (2020. januárjától)
- Varga Judit: Európai uniós kapcsolatokért felelős államtitkár (2019. júliusáig)
- Ágostházy Szabolcs: európai uniós fejlesztésekért felelős államtitkár (2020. októberétől)
- Zsigó Róbert: parlamenti államtitkár (a családokért felelős tárca nélküli miniszter államtitkára) (2020. októberétől)
- Ekler Gergely: stratégiáért és koordinációért felelős államtitkár (a családokért felelős tárca nélküli miniszter államtitkára) (2020. októberétől 2022. április 10-ig)

### Ötödik Orbán-kormány
- Janó Márk Ádám: közigazgatási államtitkár
- Panyi Miklós: parlamenti és stratégiai államtitkár, miniszterhelyettes
- Potápi Árpád János: nemzetpolitikáért felelős államtitkár
- Révész Máriusz: aktív Magyarországért felelős államtitkár
- Soltész Miklós: egyházi és nemzetiségi kapcsolatokért felelős államtitkár